# Renan (Suíça)
Renan é uma comuna no distrito administrativo de Jura Bernense no cantão de Berna na Suíça. Ela está localizada na área francófona do cantão de Berna conhecida como Jura Bernense (Jura Bernois).

## História
Renan foi mencionada pela primeira vez em, 1372, como Renens. A comuna foi formalmente conhecida pelo seu nome alemão Rennen, contudo, este nome não é usado há muito tempo.
A aldeia fez parte da colegiada de Saint-Imier, que foi parte da senhoria de Erguel, sob ordens do príncipe-bispo da Basileia. Depois da vitória francesa em 1797 e do Tratado de Campoformio, Renan tornou-se parte do departamento francês de Mont-Terrible. Poucos anos depois, Renan tornou-se parte do departamento de Alto Reno. Depois da derrota de Napoleão e do Congresso de Viena, Renan foi atribuída ao cantão de Berna em 1815. Após uma revolta frustrada em Neuchâtel em 1831, um número de rebeldes refugiou-se em Renan. Depois da Revolução francesa de 1848, a população do cantão vizinho de Neuchâtel fez preparações para um golpe republicano. Um líder republicano, Ami Girard elevou-se em um corpo de duzentos voluntários e em 1 de março de 1848 estabeleceu-se em Renan para articular a revolução de Neuchâtel. Às 8 horas da noite, o castelo de Neuchâtel derrubou os voluntários e em 5 de março, os embaixadores da Suíça reconheceram o novo governo e a República de Neuchatel foi formada.
A aldeia foi parte da paróquia de Erguel e foi convertida à fé reformada junto ao resto de Erguel. Em 1627 o príncipe-bispo aprovou a construção de uma igreja na aldeia de Renan. Ela foi concluída em 1631 e foi reformada em in 1976-77.
Durante o fim do século XVII, a economia da aldeia floresceu com a indústria de relógios ao longo do vale de Saint-Imier. Em 1874, a ferrovia Biel-Les Convers conectou a aldeia à rede ferroviária nacional. A Grande Depressão nos anos 1930 devastou a indústria de relógios suíços e a economia de Renan. Contudo, a indústria de relógios manteve-se e cresceu novamente após a Segunda Guerra Mundial. Nos anos 1970 a indústria de relógios foi novamente devastada e desta vez a indústria local não sobreviveu. No início do século XXI, a economia de Renan foi dominada pela agricultura.  Em 2005, o setor da agricultura forneceu mais de um terço de todos os empregos na comuna.

## Geografia
Renan tem uma área de 12,64 km2 (4,88 sq mi).  Desta área, 7,57 km2 (2,92 sq mi) ou 59,9% é usado para fins agrícolas, enquanto 4,24 km2 (1,64 sq mi) ou 33,5% é florestado.   Do resto da terra, 0,74 km2 (0,29 sq mi) ou 5,9% é povoada (construções ou estradas), 0,03 km2 (7,4 acres) ou 0,2% é ou rios ou lagos e 0,03 km2 (7,4 acres) ou 0,2% é terra estéril.
Da área construída, habitações e construções são 3,3% e a infraestrutura de transporte são 1,9%.  Da terra florestada, 29,1% da área total é pesadamente florestada e 4,4% é coberta com pomares ou pequenos grupos de árvores.  Da terra agrícola, 7,7% é usado para cultivo e 37,0% é para pastagens e 14,8% é usado para pastagem alpina. Toda a água na comuna é de água corrente.
A comuna é localizada na parte superior do vale de Saint-Imier.  O alto vale de Les Convers, no qual os pântanos que o Suze toma como sua fonte estão localizados em seu território.
Em 31 de dezembro de 2009, o distrito de Courtelary, o antigo distrito da comuna, foi dissolvido. No dia seguinte, em 1 de janeiro de 2010, foi recentemente criado o Arrondissement administratif Jura bernois.

## Brasão de armas
O brasonamento do brasão é Argento em uma barra Verde e uma Estrela Amarela.

## Demografia
Renan tem uma população (Dezembro de 2015) de 896. Em 2010, 11,6% da população são cidadãos estrangeiros residentes.  Nos últimos 10 anos (2000-2010) a população mudou em uma taxa de 9,4%.  Migrações contaram em 12,1%, enquanto que nascimentos e óbitos contaram em -1,2%.
A maior parte da população (2000) fala francês (590 ou 70,6%) como sua primeira língua, alemão é a segunda língua mais comum (216 or 25,8%) e o italiano é a terceira (9 or 1,1%).  Há 1 pessoa que fala romanche. Em 2008, a população foi 49,5% de homens e 50,5% de mulheres.
A população foi estimada de 370 homens suíços (43,5% da população) e 51 (6,0%) homens não-suíços.  Houve 382 mulheres suíças (44,9%) e 48 (5,6%) mulheres não-suíças.  Da população na comuna, 242 ou aproximadamente 28,9% nasceram em Renan e viveram ali em 2000.  Houve 205 ou 24,5% que nasceram no mesmo cantão, enquanto que 245 ou 29,3% nasceram em algum lugar na Suíça, e 87 ou 10,4% nasceram fora da Suíça. Em 2010, crianças e adolescentes (de 0 a 19 anos) foram estimados em 22,4% da população, enquanto que adultos (de 20 a 64 anos) foram 60,5% e idosos (mais de 64 anos) foram 17%.
Em 2000, houve 358 pessoas que foram solteiras e nunca casaram na comuna. Houve 374 indivíduos casados, 62 viúvas ou viúvos e 42 indivíduos que foram divorciados.
Em 2000, houve 107 casas que consistiam de uma única pessoa e 24 casas com cinco pessoas ou mais. Em 2000, um total de 318 apartamentos (74,8% do total) foram permanentemente ocupados, enquanto que 65 apartamentos (15,3%) foram sazonalmente ocupados e 42 apartamentos (9,9%) estavam vazios. Em 2010, a taxa de construção de novas unidades de habitação foi 1,2 novas unidades para 1000 habitantes.  A taxa de desocupação para a comuna, em 2011, foi de 1,94%.
A população histórica é dada no seguinte gráfico:

## Atrações turísticas
Toda a aldeia de Renan é designada parte do Inventário de Patrimônios Suíços

## Política
Na eleição federal de 2011, o partido mais popular foi o Partido Popular Suíço (SVP) que recebeu 30,2% dos votos.  Os outros três partidos mais populares foram o Partido Social Democrata (SP) (22,1%), o Partido Verde (10,8%) e os FDP.Os Liberais (10,5%).  Na eleição federal, um total de 225 votos foram foram computados, e a participação eleitoral foi de 34,9%.

## Economia
Em 2011, Renan tinha uma taxa de desemprego de 2,31%. Em 2008, houve um total de 245 pessoas empregadas na comuna.
Destas, houve 80 pessoas no setor primário e aproximadamente 28 negócios envolvidos neste setor.  38 pessoas estavam empregadas no setor secundário e houve 10 negócios neste setor.  127 pessoas estavam empregadas no setor terciário, com 14 negócios neste setor.  Houve 11 habitantes da comuna que estavam empregados em alguma capacitação, dos quais mulheres foram 18,2% dos trabalhadores.
Em 2008 houve um total de 192 empregos equivalente a tempo completo.  O número de empregos no setor primário foi 60, todos foram na agricultura.  O número de empregos no setor secundário foi 36 dos quais 33 ou (91,7%) foram na indústria e 3 (8,3%) foram na construção.  O número de empregos no setor terciário foi de 96.  No setor terciário; 5 ou 5,2% foram em atacados ou vendas no varejo ou no reparo de veículos automotores, 9 ou 9,4% foram em um hotel ou restaurante, 5 ou 5,2% foram em educação e 69 ou 71,9% foram em assistência médica.
Em 2000, houve 97 trabalhadores que viajaram diariamente dentro da comuna e 222 trabalhadores que viajaram diariamente para fora.  A comuna é uma exportadora de trabalhadores, com aproximadamente 2,3 trabalhadores deixando a comuna para diversos empregos.  Aproximadamente 11,3% dos trabalhadores que chegam em Renan estão vindo de fora da Suíça.  Da população trabalhadora, 9,5% usaram transporte público para ir ao trabalho, e 60.2% usaram um carro privado.

## Religião
Do censo de 2000, 158 ou 18,9% foram católicos, enquanto que 423 ou 50,6% pertenciam a Igreja Reformada Suíça.  Do resto da população, houve 6 membros de uma igreja ortodoxa (ou aproximadamente 0,72% da população), houve 4 indivíduos (ou aproximadamente 0,48% da população) que pertenciam a Igreja Católica Cristã, e houve 126 indivíduos (ou aproximadamente 15,07% da população) que pertenciam a outra igreja cristã.  Houve 1 indivíduo que foi judeu, e 7 (ou aproximadamente 0,84% da população) que foram muçulmanos.  Houve 1 pessoa que foi hindu e 8 indivíduos que pertenciam a outra igreja.  104 (ou aproximadamente 12,44% da população) não pertenciam a nenhuma igreja, são agnósticos ou ateus, e 58 indivíduos (ou aproximadamente 6,94% da população) não responderam a questão.

## Educação
Em Renan, aproximadamente 270 ou (32,3%) da população completou o ensino secundário superior não-obrigatório, e 68 ou (8,1%) completou o ensino superior (ou universidade ou uma Fachhochschule).  Dos 68 que completaram o ensino superior, 57,4% foram homens suíços, 29,4% foram mulheres suíças, 10,3% foram homens não-suíços.
O sistema de ensino do cantão de Berna fornece um ano de jardim de infância não-obrigatório, seguido de seis anos de escola primária.
Isso é seguido por três anos de escola secundária inferior onde os estudantes são separados de acordo com a habilidade e aptidão.  Em seguida, os estudantes do ensino secundário inferior devem frequentar escolaridade adicional ou eles devem entrar em um sistema de aprendiz.
Durante o ano escolar de 2010-11, houve um total de 65 estudantes frequentando aulas em Renan. Houve uma classe de jardim de infância com um total de 17 estudantes na comuna.  A comuna tinha 3 classes de ensino primário e 48 estudantes.  Dos estudantes do primário, 4,2% eram habitantes permanentes ou temporários da Suíça (não cidadãos) e 2,1% possuem uma língua materna diferente do que a língua da sala de aula.
Em 2000, haviam 22 estudantes em Renan que vieram de outra comuna, enquanto que 83 habitantes frequentaram escolas fora da comuna.